# Sd.Kfz. 260 und 261

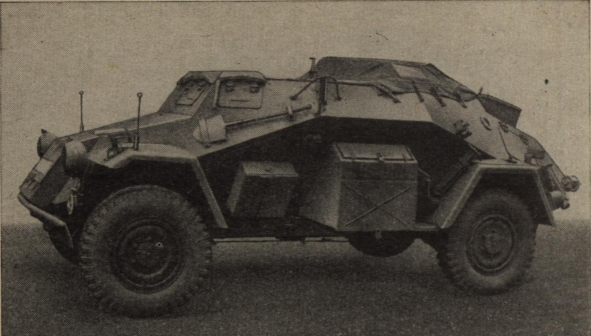
Kleiner Panzerfunkwagen (Sd.Kfz. 260)

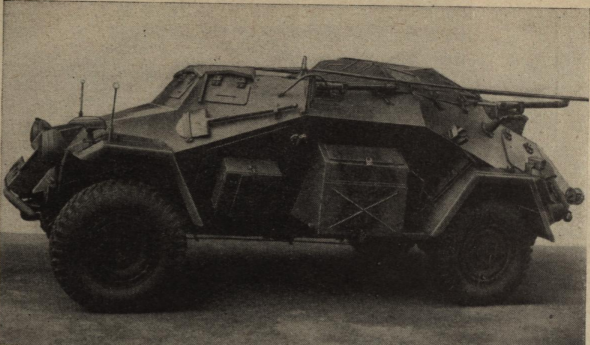
Kleiner Panzerfunkwagen (Sd.Kfz. 261)

Das Sd.Kfz. 260 und Sd.Kfz. 261 waren leicht gepanzerte deutsche kleine Panzerfunkwagen der Wehrmacht. Sie wurden noch vor dem Zweiten Weltkrieg konzeptioniert und dann ab 1941 in Serie gebaut. Zur Familie der „kleinen“ deutschen Vierrad-Spähwagen Sd.Kfz. 221/222/223 gehörend, handelte es sich bei diesen speziellen Panzerfahrzeugen jedoch um unbewaffnete Funkwagen.

## Geschichte
Bei geheimen Manövern deutscher Verbände in der Sowjetunion erkannte das Truppenamt der Reichswehr, dass der seit 1932 gebaute Spähwagen Kfz. 13 und seine Funkwagenvariante, das Kfz. 14, einige Schwächen aufwies. Daher entwarf 1935 das Eisenwerk Weserhütte in Bad Oeynhausen auf Basis des von der Auto Union AG im  Werk Horch (Zwickau) fertig entwickelten „Einheitsfahrgestells I“ (Typ Horch 801 mit 75-PS-Motor) einen völlig neuen gepanzerten Spähwagen.
Bei der Konzeption der neuen Aufklärungseinheiten waren auch Verbindungsfahrzeuge zu Flugzeugen und Höheren Stäben eingeplant worden. Laut einem Bericht vom 9. September 1936 hatte man bei der Planung einer Aufklärungs-Abteilung jener Zeit 9 Sd.Kfz. 260 und 36 Sd.Kfz. 261 vorgesehen. Nachdem andere Panzerfahrzeuge dringender benötigt wurden, war die Entwicklung dieser Typen jedoch zurückgestellt worden.
Erst als ausreichend Sd.Kfz. 221/222/223 gebaut worden waren, folgten ab April 1941 die neuen Sd.Kfz. 260/261 als mobile, gepanzerte Funkstellen für motorisierte Kampftruppen. Der Fertigungsauftrag für die neuen Fahrzeuge stammte bereits vom 1. April 1940. Zwischen der ursprünglichen Planung des Fahrzeugs und dem Auftrag waren damit vier Jahre vergangen. Die Fahrzeuge waren in der Lage die Aufgabe eines Sd.Kfz. 223 übernehmen. Der Aufgabe entsprechend entfiel für diese Fahrzeuge das Maschinengewehr im drehbaren Schutzschild, da die Fahrzeuge eher bei Stäben zu finden waren und weil Platz für ein viertes Besatzungsmitglied geschaffen werden sollte.

## Sd.Kfz. 260
Das Sd.Kfz. 260 war mit zwei Funksätzen ausgerüstet, für die Kommunikation mit anderen Fahrzeugen war Funksprechgerät „a“ eingebaut. Für die eigentliche Aufgabe verfügte es über die Ausrüstung eines kleinen Panzerfunktrupps „c“ (mot). Dieser bestand als Fu 7 aus einem 20 Watt Sender „d“ und einem Ultrakurzwellen-Empfänger „d1“. Mit dieser Ausrüstung war das Fahrzeug in der Lage im Frequenzbereich von Flugzeugen zu funken.

## Sd.Kfz. 261
Das Sd.Kfz. 261 war ebenfalls mit zwei Funksätzen ausgerüstet, auch hier war für die Kommunikation mit anderen Fahrzeugen ein Funksprechgerät „a“ eingebaut. Als Fahrzeug für die Verbindung zu höheren Stäben war eine Hochleistungsfunkanlage verbaut, die als kleiner Panzerfunktrupp „d“ (mot) bezeichnet, einen Fu 12 Satz mit einem 30 Watt Sender „a“ hatten. Das Sd.Kfz. 261 verfügte über die beim Sd.Kfz. 223 übliche auffällige Rahmenantenne, die für die größere Reichweite erforderlich war und abgeklappt werden konnte.

## Produktion
Die leichten 4-Rad-Spähwagen wurden ab 1935 in insgesamt 5 Serien gefertigt, davon in den Serien 4 und 5 von 1941 bis 1943 insgesamt 483 Sd.Kfz. 260/261. Mit der 5. Serie wurde das Fahrgestell verändert und es kam nun das „Einheitsfahrgestell Iv“ (v = verstärkt), mit einem hydraulischen Bremssystem und einem 3,8-Liter-Motor mit 90 PS Leistung zum Einbau.
Bei allen Sd.Kfz. 260/261 war von Anfang an die Fahrersichtluke auf der rechten Fahrzeugseite, analog zur linken Seite vorgezogen, dies erfolgte bei den Sd.Kfz. 222 erst in der 5. Serie. Anders verhält es sich bei einigen anderen Änderungen zwischen 4. und 5. Serie. So wurden die Fahrtrichtungsanzeiger, von der Fahrzeugseite entfernt und waren in der 5. Serie auf den vorderen Kotflügeln montiert. Die seitlichen Wartungsluken für den Motorraum wurden mit der 5. Serie kleiner.
Klar zu erkennen sind die Sd.Kfz. 260/261 an dem Schutzgitter über der Dachöffnung des „Kampfraumes“. Dieses war, anders als bei den anderen Fahrzeugen vollständig geschlossen und verfügte mittig, jeweils links und rechts, über ein zur Mitte hin aufstellbares Element.

## Einsatz

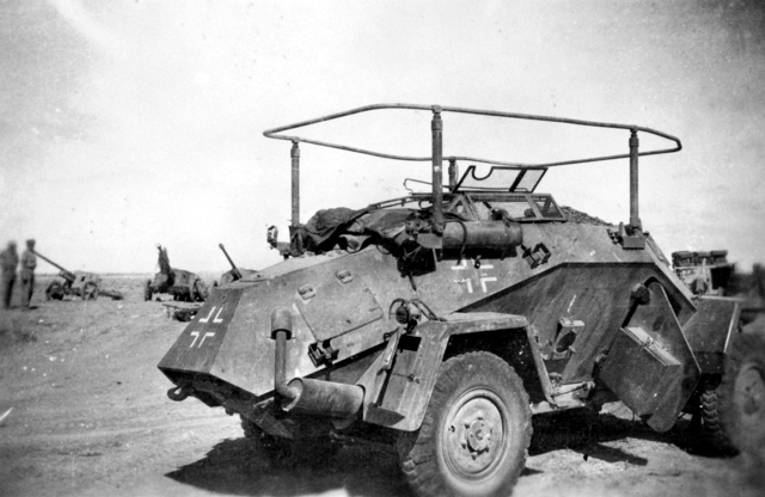
Vom Deutschen Afrikakorps aufgegebenes Sd.Kfz. 261 mit Staubfilteranlage

Die Sd.Kfz. 260/261 waren eher im rückwärtigen Raum der Front zu finden. Meist wiesen die Fahrzeuge, bedingt durch den für vier Personen knapp bemessenen Raum, am Aufbau angebracht ein Sammelsurium an Kisten und Taschen auf, damit man sich im Innenraum noch bewegen konnte.
Fotos von erbeuteten Fahrzeugen zeigen diese oft noch in einem relativ guten Zustand, so dass man davon ausgehen kann, dass die Fahrzeuge eher wegen Kraftstoffmangel oder technischen Defekten auf dem Rückzug verloren gingen.

## Technik
Bei dem verwendeten „Einheitsfahrgestell I“ (Typ Horch 801) mit Allradantrieb und Einzelradaufhängung war der aus dem Horch 830 stammende wassergekühlte Achtzylinder-V-Motor samt Kühler im Heck angeordnet. Das Fahrwerk ermöglichte die Zuschaltung einer Lenkung der Hinterräder (Allradlenkung), was einen kleineren Wendekreis ergab. Zur Wartung und zum Betrieb der Fahrzeuge sind zahlreiche Dienstvorschriften bekannt.
Die Panzeraufbauten wurden bei verschiedenen Herstellern gefertigt und hatten Stärken von 8 bis 14,5 mm, welche in entsprechenden Winkeln als beschussfest gegen die (deutsche) 7,92 mm SmK-Munition (Spitzgeschoss mit [Stahl]Kern/panzerbrechend) galten.
Das obige Foto eines Sd.Kfz. 261 aus der 5. Serie in Nordafrika zeigt als Besonderheit eine Staubfilteranlage, die bei den Fahrzeugen für den Einsatz beim Deutschen Afrikakorps nachgerüstet wurde.

## Rezeption
Wenige Fahrzeuge aus der Serie der leichten Panzerspähwagen blieben erhalten und befinden sich in Museen oder in privaten Sammlungen. Ein Sd.Kfz. 260 oder 261 befindet sich nicht darunter, so dass alle Angaben historischen Dokumenten entnommen werden müssen.